# Mérei F. Tibor
Mérei F. Tibor (Mérei Ferenc Tibor) (Makó, 1921. november 19. – Pécs, 1997. július 1.) magyar orvos, ideggyógyász, egyetemi tanár.

## Életpályája
1944-ben diplomázott a Pázmány Péter Tudományegyetem Orvostudományi Karán. 1947–1982 között a Pécsi Orvostudományi Egyetem Ideg- és Elmegyógyászati Klinikáján dolgozott. 1948-ban törvényszéki orvostan képesítést szerzett. 1950-ben ideggyógyászati szakvizsgát tett. 1959-ben idegsebész lett. 1968-ban elmegyógyászati vizsgát tett. 1971-től Pécsi Orvostudományi Egyetem tanára volt. 1982–1985 között a Pécsi Orvostudományi Egyetem rektorhelyetteseként dolgozott. 1982–1991 között a Pécsi Orvostudományi Egyetem Idegsebészeti Klinika igazgatója volt. 1991-ben nyugdíjba vonult.
Kutatási területe a központi idegrendszer keringési betegségeinek pathológiája és mikrosebészeti befolyásolása.

## Művei
- Oltásokat követő idegrendszeri szövődmények kórjóslata (1961)
- 35S-methionin beépülése a patkány központi idegrendszerébe normális és kóros állapotokban (Pécs, 1965)
- Agydaganatok korai felismerése. In: Magyar I. (szerk.): Belbetegségek korai felismerése és megelőzése (Budapest, 1965)
- A subarachnoidealis vérzések előfordulása Dél-Dunántúlon (1973)
- Az arteria temporalis superficialis és az arteria cerebri media anastomosisa az agyi keringési elégtelenség kezelésében (1974)
- Arterio-venás angiomából származó peduncularis vérzés műtéte (1986)
- A gliafibrilláris savi fehérje immunhisztológiai feltüntetésének jelentősége a központi idegrendszer glia-eredetű daganatainak kórisméjében (1986)

## Díjai, kitüntetései
- Kiváló Orvos (1965)
- Hőgyes Endre-emlékérem (1981)
- Sántha Kálmán-emlékérem (1983)
- POTE Pro Universitate Emlékérem arany fokozata (1985)